# Junonia genoveva
Junonia genoveva es una especie  de mariposa de la familia Nymphalidae, abundante en Sudamérica.

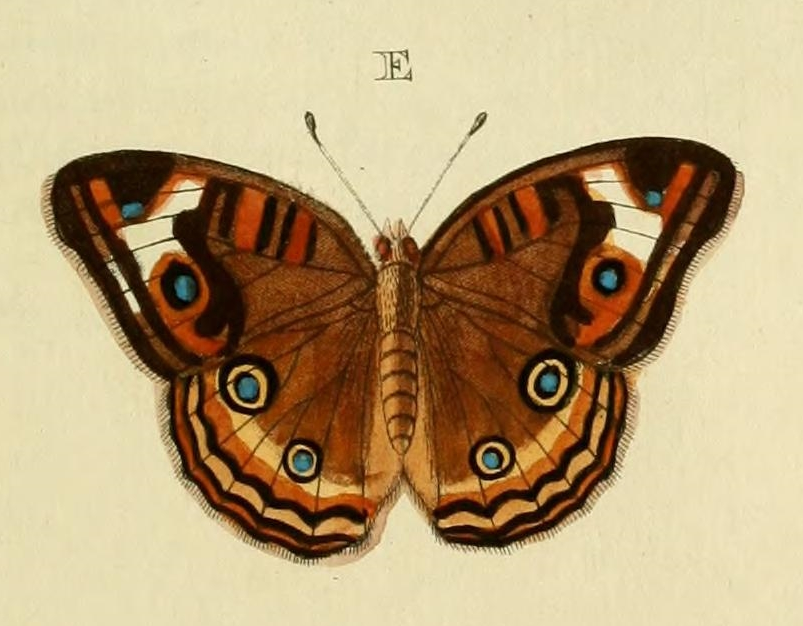
Ilustración de (Papilio) genoveva, Pieter Cramer 1780

Fue descripta por primera vez dentro del género Papilio por el naturalista neerlandés Pieter Cramer en su libro "Sobre las mariposas de Asia, África y América" en 1780.

## Características
Tiene una envergadura de entre 40 y 60 mm. Hay tres o cuatro generaciones desde marzo a octubre. Las larvas se alimentan de Stachytarpheta , Ruellia tuberosa y Blechum en Jamaica. Los adultos se alimentan del néctar de las flores. 

## Distribución
Se la encuentra en ambientes abiertos y urbanos de toda Sudamérica desde el centro de Argentina hasta Colombia.

## Comportamiento
Junonia genoveva es una mariposa migratoria que vuela a baja altura, planeando entre aleteos. Se posa sobre la tierra o a baja altura.

## Subespecies
- Junonia genoveva genoveva (Surinam)
- Junonia genoveva constricta (Venezuela, Colombia)
- Junonia genoveva hilaris (Argentina, Paraguay, Uruguay)
- Junonia genoveva incarnata (Colombia, Venezuela)
- Junonia genoveva infuscata (Ecuador)
- Junonia genoveva vivida (Guyana, Surinam)

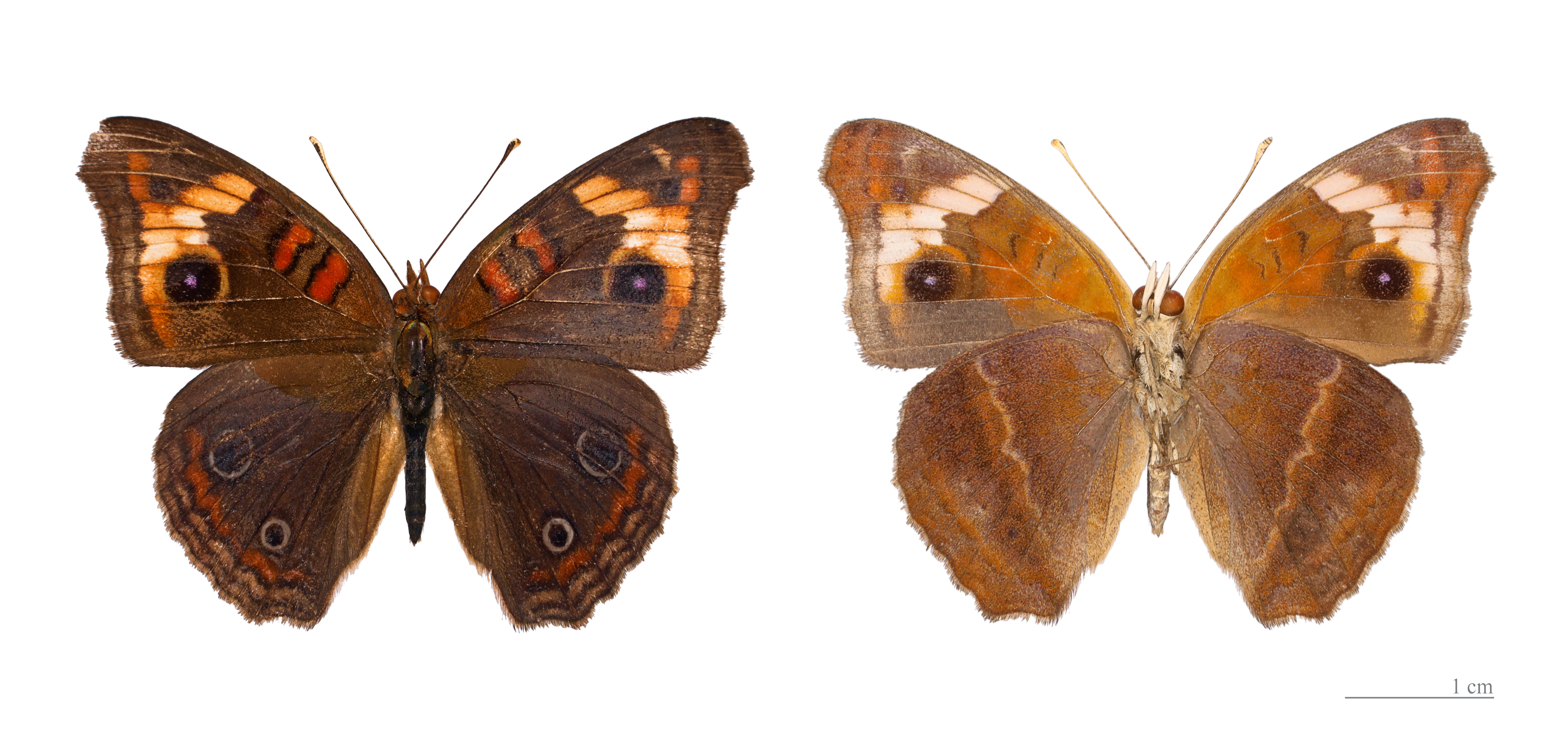
Junonia genoveva genoveva
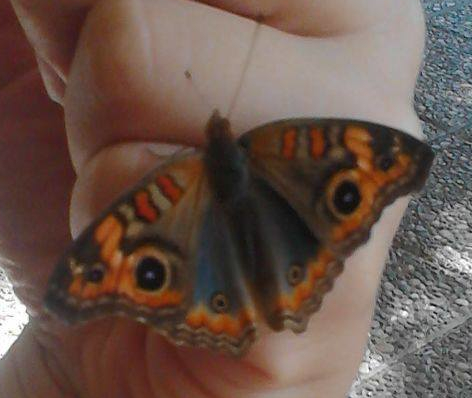
Junonia genoveva hilaris (macho)
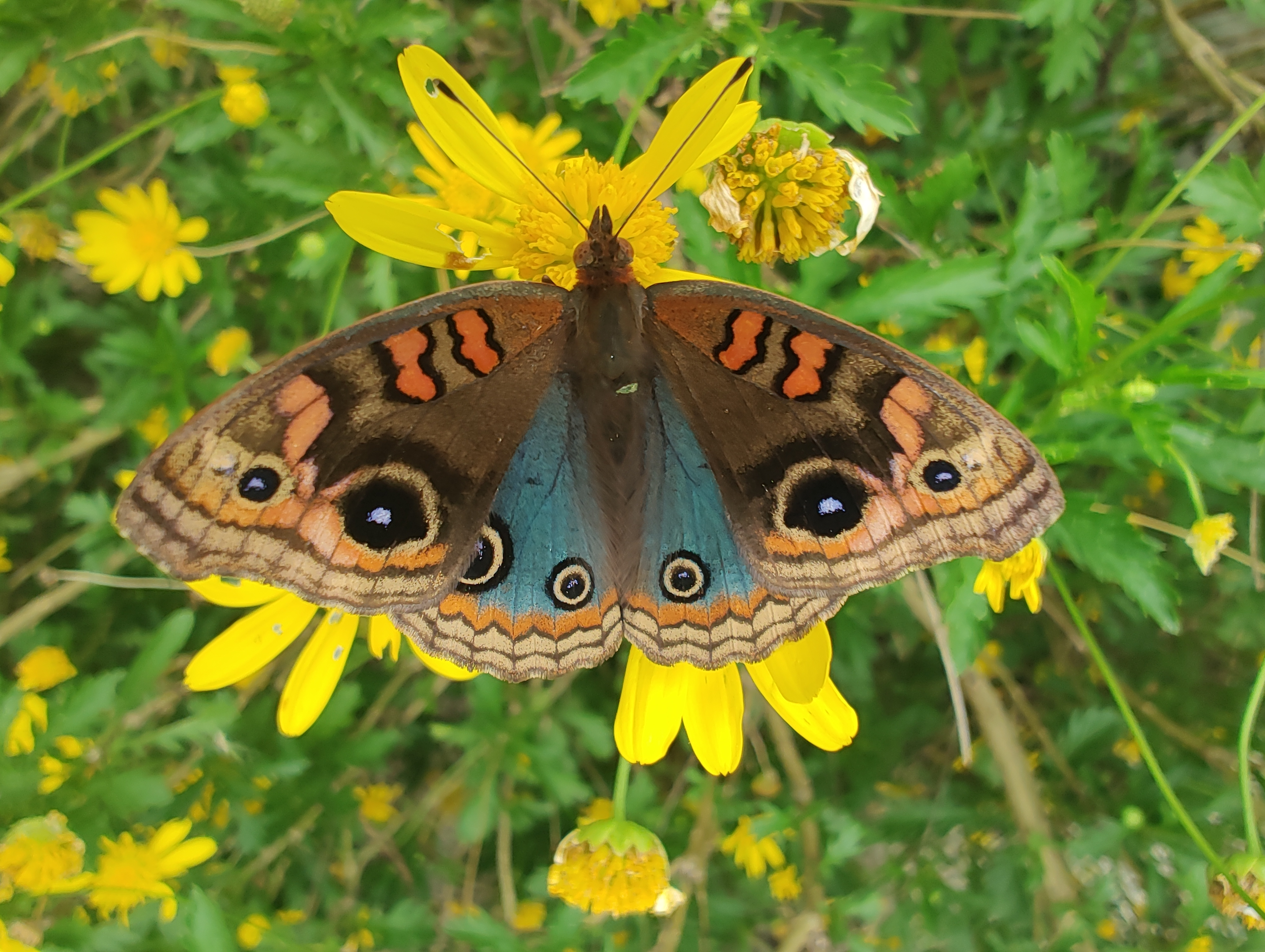
Junonia Genoveva Macho

## Sinonimia
- Papilio genoveva Cramer, [1780]
- Junonia constricta C. & R. Felder, [1867]
- Junonia hilaris C. & R. Felder, [1867]
- Junonia oriana Kirby, [1900]
- Papilio cadmus Larrañaga, 1923 (preocc. Cramer, 1775)
- Junonia incarnata C. & R. Felder, [1867]
- Junonia infuscata C. & R. Felder, [1867]
- Junonia lavinia var. basifusca Weymer, 1890